# خوان دومینگز لاماس
خوان دومینگز لاماس (انگلیسی: Juan Domínguez Lamas؛ زادهٔ ۸ ژانویهٔ ۱۹۹۰) یک بازیکن فوتبال اهل اسپانیا است.
از باشگاه‌هایی که در آن بازی کرده‌است می‌توان به دپورتیوو لاکرونیا اشاره کرد.